# Convocazioni per la Coppa re Fahd 1992
Elenco dei giocatori convocati da ciascuna Nazionale di calcio partecipante alla Coppa re Fahd 1992 disputata in Arabia Saudita.

## Squadre

### Argentina
Allenatore:  Alfio Basile
| N. | Pos. | Giocatore            | Data nascita (età)         | Pres. | Squadra                |
| -- | ---- | -------------------- | -------------------------- | ----- | ---------------------- |
| 1  | P    | Sergio Goycochea     | 17 ottobre 1963 (28 anni)  | -     | Cerro Porteño          |
| 2  | D    | Sergio Vázquez       | 23 novembre 1965 (26 anni) | -     | Rosario Central        |
| 3  | D    | Ricardo Altamirano   | 12 dicembre 1965 (26 anni) | -     | River Plate            |
| 4  | D    | Fabián Basualdo      | 26 febbraio 1964 (28 anni) | -     | River Plate            |
| 5  | C    | Fernando Redondo     | 6 giugno 1969 (23 anni)    | -     | CD Tenerife            |
| 6  | D    | Oscar Ruggeri        | 26 gennaio 1962 (30 anni)  | -     | Ancona                 |
| 7  | A    | Claudio Caniggia     | 9 gennaio 1967 (25 anni)   | -     | AS Roma                |
| 8  | C    | José Luis Villarreal | 17 marzo 1966 (26 anni)    | -     | Boca Juniors           |
| 9  | A    | Gabriel Batistuta    | 1º febbraio 1969 (23 anni) | -     | Fiorentina             |
| 10 | C    | Diego Simeone        | 28 aprile 1970 (22 anni)   | -     | Sevilla                |
| 11 | C    | Diego Cagna          | 19 aprile 1970 (22 anni)   | -     | Independiente          |
| 12 | P    | Luis Islas           | 22 dicembre 1965 (26 anni) | -     | Independiente          |
| 14 | A    | Alberto Acosta       | 23 agosto 1966 (26 anni)   | -     | San Lorenzo de Almagro |
| 15 | D    | Jorge Borelli        | 2 novembre 1964 (27 anni)  | -     | Racing Club            |
| 16 | A    | Claudio García       | 24 agosto 1963 (29 anni)   | -     | Racing Club            |
| 18 | D    | Néstor Craviotto     | 6 ottobre 1963 (29 anni)   | -     | Independiente          |
| 20 | C    | Leonardo Rodríguez   | 24 agosto 1966 (28 anni)   | -     | Atalanta               |
| 21 | P    | Fabián Cancelarich   | 30 dicembre 1965 (26 anni) | -     | Belgrano               |

### Costa d'Avorio
Allenatore:  Martial Yeo
| N. | Pos. | Giocatore               | Data nascita (età)         | Pres. | Squadra                |
| -- | ---- | ----------------------- | -------------------------- | ----- | ---------------------- |
| 1  | P    | Alain Gouaméné          | 15 giugno 1966 (26 anni)   |       | Raja Casablanca        |
| 2  | D    | Basile Aka Kouamé       | 6 aprile 1963 (29 anni)    |       | ASEC Mimosas           |
| 3  | D    | Arsène Hobou            | 30 ottobre 1967 (24 anni)  |       | ASEC Mimosas           |
| 4  | C    | Ibrahima Koné           | 26 luglio 1969 (23 anni)   |       | Africa Sports National |
| 5  | D    | Rufin Lué               | 5 gennaio 1968 (24 anni)   |       | Africa Sports National |
| 6  | D    | Sékana Diaby            | 10 agosto 1968 (24 anni)   |       | Stade Brestois 29      |
| 7  | C    | Saint-Joseph Gadji-Celi | 1º maggio 1961 (31 anni)   |       | Africa Sports National |
| 8  | A    | Oumar Ben Salah         | 2 luglio 1964 (28 anni)    |       | Le Mans                |
| 10 | A    | Abdoulaye Traoré        | 4 marzo 1967 (25 anni)     |       | ASEC Mimosas           |
| 12 | A    | Georges Lignon          | 29 dicembre 1968 (23 anni) |       | Africa Sports National |
| 14 | C    | Lucien Kassi-Kouadio    | 12 dicembre 1963 (28 anni) |       | ASEC Mimosas           |
| 16 | P    | Losseni Konaté          | 29 dicembre 1972 (19 anni) |       | ASEC Mimosas           |
| 17 | C    | Serge-Alain Maguy       | 20 ottobre 1970 (21 anni)  |       | Africa Sports National |
| 18 | A    | Eugène Beugré Yago      | 15 dicembre 1969 (22 anni) |       | Africa Sports National |
| 19 | D    | Sam Abouo               | 26 dicembre 1973 (18 anni) |       | Africa Sports National |
| 20 | D    | Alain Bede              | 20 agosto 1970 (22 anni)   |       |                        |
| 21 | A    | Donald-Olivier Sié      | 3 aprile 1970 (22 anni)    |       | ASEC Mimosas           |
| 22 | D    | Lassina Dao             | 6 febbraio 1971 (21 anni)  |       | ASEC Mimosas           |

### Arabia Saudita
Allenatore:  Veloso
| N. | Pos. | Giocatore                 | Data nascita (età)      | Pres. | Squadra    |
| -- | ---- | ------------------------- | ----------------------- | ----- | ---------- |
| 1  | P    | Saud Al-Otaibi            |                         |       |            |
| 2  | D    | Abdullah Jumaan Al-Dosari |                         |       | Al-Ittihad |
| 3  | D    | Salem Al-Alawi            |                         |       | Al-Shabab  |
| 4  | D    | Abdulrahman Al-Roomi      |                         |       |            |
| 5  | C    | Mohammed Al-Khilaiwi      |                         |       | Al-Ittihad |
| 6  | C    | Fuad Amin                 |                         |       | Al-Shabab  |
| 7  | A    | Saeed Owairan             |                         |       | Al-Shabab  |
| 8  | C    | Fahad Al-Bishi            |                         |       | Al-Nassr   |
| 9  | A    | Hamzah Idris              | 8 agosto 1972 (20 anni) |       | Ohud       |
| 10 | A    | Sami Al-Jaber             |                         |       | Al-Hilal   |
| 11 | A    | Fahad Al-Mehallel         |                         |       | Al-Shabab  |
| 12 | D    | Awad Al-Anazi             |                         |       | Al-Shabab  |
| 14 | C    | Khalid Al-Muwallid        |                         |       | Al-Hilal   |
| 15 | A    | Yousuf Al-Thunayan        |                         |       | Al-Hilal   |
| 16 | C    | Khaled Al-Hazaa           |                         |       |            |
| 18 | D    | Saleh Al-Dawod            |                         |       |            |
| 19 | C    | Hamzah Saleh              |                         |       | Al-Ahli    |
| 20 | A    | Abdul Al-Rozan            |                         |       |            |
| 21 | P    | Alshujaa Shaker           |                         |       |            |

### Stati Uniti
Allenatore:  Bora Milutinović
| N. | Pos. | Giocatore        | Data nascita (età)          | Pres. | Squadra                      |
| -- | ---- | ---------------- | --------------------------- | ----- | ---------------------------- |
| 1  | P    | Tony Meola       | 21 febbraio 1969 (23 anni)  |       | Fort Lauderdale Strikers     |
| 2  | D    | Janusz Michallik | 22 aprile 1966 (26 anni)    |       | Gremio Lusitano              |
| 3  | D    | Mike Lapper      | 28 agosto 1970 (22 anni)    |       | Los Angeles Heat             |
| 4  | C    | Bruce Murray     | 25 gennaio 1966 (26 anni)   |       | Maryland Bays                |
| 6  | C    | John Harkes      | 8 marzo 1967 (25 anni)      |       | Sheffield Wednesday          |
| 7  | C    | Hugo Pérez       | 8 novembre 1963 (28 anni)   |       | Al-Ittihad Jeddah            |
| 8  | C    | Dominic Kinnear  | 26 giugno 1967 (25 anni)    |       | San Francisco Bay Blackhawks |
| 9  | C    | Tab Ramos        | 21 settembre 1966 (26 anni) |       | Real Betis                   |
| 10 | A    | Peter Vermes     | 21 novembre 1966 (25 anni)  |       | UE Figueres                  |
| 11 | A    | Eric Wynalda     | 9 giugno 1969 (23 anni)     |       | Saarbrücken                  |
| 12 | A    | Jean Harbor      | 19 settembre 1965 (27 anni) |       | Tampa Bay Rowdies            |
| 13 | C    | Cobi Jones       | 16 giugno 1970 (22 anni)    |       | UCLA Bruins                  |
| 14 | C    | Brian Quinn      | 24 maggio 1960 (32 anni)    |       | San Diego Sockers            |
| 15 | C    | John DeBrito     | 3 dicembre 1968 (23 anni)   |       | Tulsa Ambush                 |
| 17 | D    | Marcelo Balboa   | 8 agosto 1967 (25 anni)     |       | Colorado Foxes               |
| 18 | P    | Mark Dodd        | 14 settembre 1965 (27 anni) |       | Colorado Foxes               |
| 19 | C    | Chris Henderson  | 11 dicembre 1970 (21 anni)  |       |                              |
| 20 | D    | Paul Caligiuri   | 9 marzo 1964 (28 anni)      |       | Friburgo                     |
| 21 | D    | Fernando Clavijo | 23 gennaio 1956 (36 anni)   |       | St. Louis Storm              |
| 22 | C    | Roy Wegerle      | 19 marzo 1964 (28 anni)     |       | Blackburn Rovers             |